# Худа Катан
Худа Катан (Оклахома Сити, 2. октобра 1983) јесте ирачко-америчка шминкерка, блогерка на тему лепоте и предузетник. Оснивачица је линије козметике Худа Бјути.

## Детињство и младост
Худа је рођена 2. октобра 1983. године уграду Оклахоми, као једно од четворо деце. Њени родитељи су обоје из Ирака. Породица се касније преселила у Тенеси, а затим у Бостон. Худа је похађала Универзитет у Мичигену - Деарборн, где је дипломирала финансије.

## Каријера
Године 2006, Худа се преселио у Дубаи, будући да је њеном оцу понуђено место у настави. Неколико година касније, Худа се преселила у Лос Анђелес, где је учила шминку. Међу њеним клијентима биле су познате личности као што су Ева Лонгорија и Никол Ричи. Худа се затим вратилс у Дубаи, где се запослила у Ревлону као визажиста. У априлу 2010, на основу савета једне од њених сестара, Худа је покренула ВрдПрес блог који се зове бјути, а коју је назвала "Худа Бјути" на којој ће објављивати шминкерске туторијале и савете.
Худа је 2013. основала линију козметике која се, као и њен блог, назива и "Худа Бјути". Њен први производ, серија вештачких трепавица, је ослобођен кроз Сефору. Етикета Худа Бјути постигла је успех у продаји вештачких трепавица, које је познато носила Ким Кардашијан.
Худина компанија, која се налази у Дубаију, касније је почела да нуди друге производе за лепоту, укључујући палете за сенке за очи, течне ружеве за усне, хајлајтере, палете за контуре, коректоре, пудере у камену и течне сенке за очи.
Худа је постигла популарност на Инстаграму, а од 2017. године је достигла више од 20 милиона следбеника. Худа је рангирана на # 1 на "Инфлуенсер Инстаграм Рич Листу", зарађујући $ 18,000 за сваки пост спонзорисаног садржаја. Худа је описана као "Ким Кардашијан Вест из економије лепоте утицајних", и проглашена је једним од "десет најмоћнијих људи у свету лепоте" часописа Форбес. Изабрана је као један од "25 најутицајнијих људи на интернету" часописа Тајм 2017.
Године 2018. Худа је глумила у својој оригиналној серији Фејсбук Воч стварности под називом Худа Бос, заједно са својом породицом.

## Лични живот
Худа се упознала са својим садашњим супругом, Крисом Гонкалом, на Универзитету у Мичигену, где је студирала финансије. Пар се преселио у Дубаи 2006. године и убрзо након тога дочекао је своје прво дете, Нур Жизел. Худа је муслиманка. Једна од Худиних сестара је њен пословни партнер, док друга сестра управља Худиним друштвеним мрежама.